# 白山松美
白山 松美（しらやま まつみ、1955年10月14日 - ）は日本の政治家。安城市議（3期目）を務める。

## 経歴
1968年、刈谷市立小高原小学校卒業。1971年、刈谷市立南中学校卒業。1974年、愛知県立安城高等学校卒業。1978年、愛知大学法学部卒業。1997年、安城市立西中学校PTA会長に就任する。2000年、二本木連合町内会評議員議長に就任する。2011年、安城市議会議員選挙に無所属で立候補して、30人中15番目で初当選を果たした。以後、2回当選する。

## 発言
- 2021年6月10日の一般質問で、安城市立小中学校が同年度から導入した男女混合名簿について、「がくぜんとした。一種の左派思想」「左派思想の特徴に否定しづらい耳当たりの良い言葉があるが、それがもたらす危険を見抜けない」と発言した[5]。この発言に関して、「言葉の受け取り方の問題。男女同権は大切だと考えている。間違った取り方をされるなら、訂正もやぶさかではない」と話している[5]。
- 同日、新型コロナウイルスワクチンを巡って「ワクチン接種は壮大な人体実験」と発言した[5]。